# Odessa Rae
Odessa Rae, född 23 maj 1982 i Calgary, Kanada, är en kanadensisk skådespelare och filmproducent. Hon var en av producenterna till Aleksej Navalnyj – de sista dagarna i frihet , som fick en Oscar för bästa dokumentär vid Oscarsgalan 2023.